# Thomas Shardelow
Thomas Frederick "Tommy" Shardelow, född den 11 november 1931 i Durban, död den 3 juli 2019, var en sydafrikansk tävlingscyklist.
Shardelow blev olympisk silvermedaljör i lagförföljelse vid sommarspelen 1952 i Helsingfors.